# Campeonato Europeo de Triatlón de 1985
El I Campeonato Europeo de Triatlón se celebró en Immenstadt (RFA) el 23 de junio de 1985 bajo la organización de la Unión Europea de Triatlón (ETU) y la Federación Alemana de Triatlón.

## Resultados
| Evento    | Oro                                   | Plata                                | Bronce                          |
| --------- | ------------------------------------- | ------------------------------------ | ------------------------------- |
| Masculino | Robert Barel · Países Bajos · 2:37:42 | Klaus Klaeren RFA 2:38:41            | Jörg Hoffmann RFA 2:41:04       |
| Femenino  | Alexandra Kremer RFA 3:06:02          | Anna-Lena Fritzon · Suecia · 3:07:28 | Sarah Coope Reino Unido 3:08:07 |

## Medallero
| Núm. | País         | Oro | Plata | Bronce | Total |
| ---- | ------------ | --- | ----- | ------ | ----- |
| 1    | RFA          | 1   | 1     | 1      | 3     |
| 2    | Países Bajos | 1   | 0     | 0      | 1     |
| 3    | Suecia       | 0   | 1     | 0      | 1     |
| 4    | Reino Unido  | 0   | 0     | 1      | 1     |
|      | TOTAL        | 2   | 2     | 2      | 6     |